# Hélder Moutinho

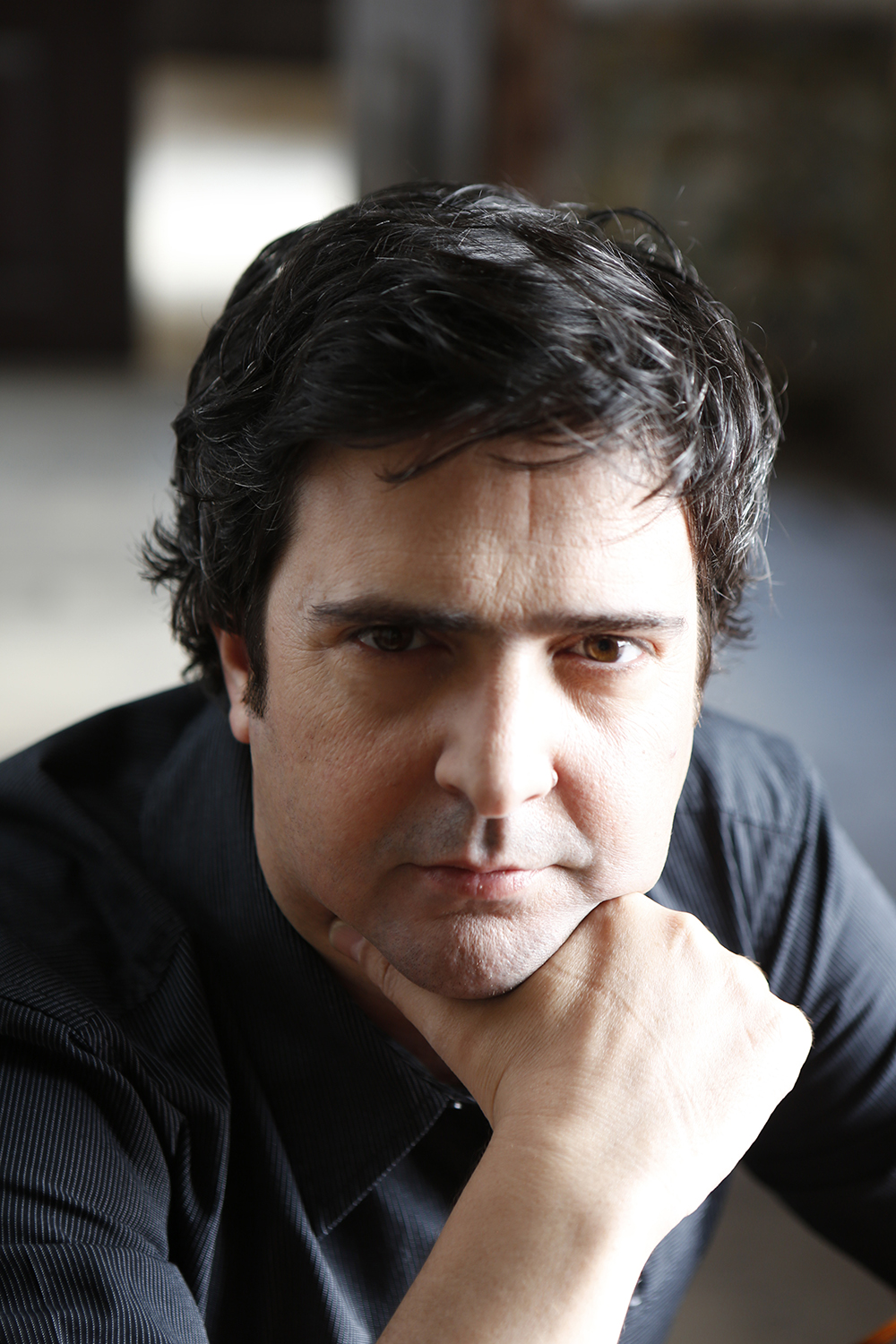
Hélder Moutinho (2015)

Hélder Moutinho (* 1969 in Oeiras) ist ein Fado-Sänger aus Portugal, wie seine Brüder Camané und Pedro Moutinho.
Sein erstes Album „Sete fados e alguns cantos“ veröffentlichte er 1999.
Sein zweites Album „Luz de Lisboa“ von 2004 erhielt 2005 den Amália-Rodrigues-Preis².
2008 erschien sein drittes Album „Que Fado é este que trago“.
Seine Auftritte erfolgen weltweit, von Südkorea bis in die USA, vom Baltikum bis Frankreich. Er sang im Louisiana Museum of Modern Art in Humlebæk (Dänemark) und dem Concertgebouw in Amsterdam. Im Half Note Club Jazz von Athen trat er im Januar 2010 gleich sieben Tage in Folge auf, und er begeisterte auf Festivals wie in Bath und Kiew.

## Diskografie
- 1999: Sete fados e alguns cantos
- 2004: Luz de Lisboa
- 2008: Que Fado é este que trago
- 2013: 1987
- 2016: O Manual do Coração